# Britské královské námořnictvo

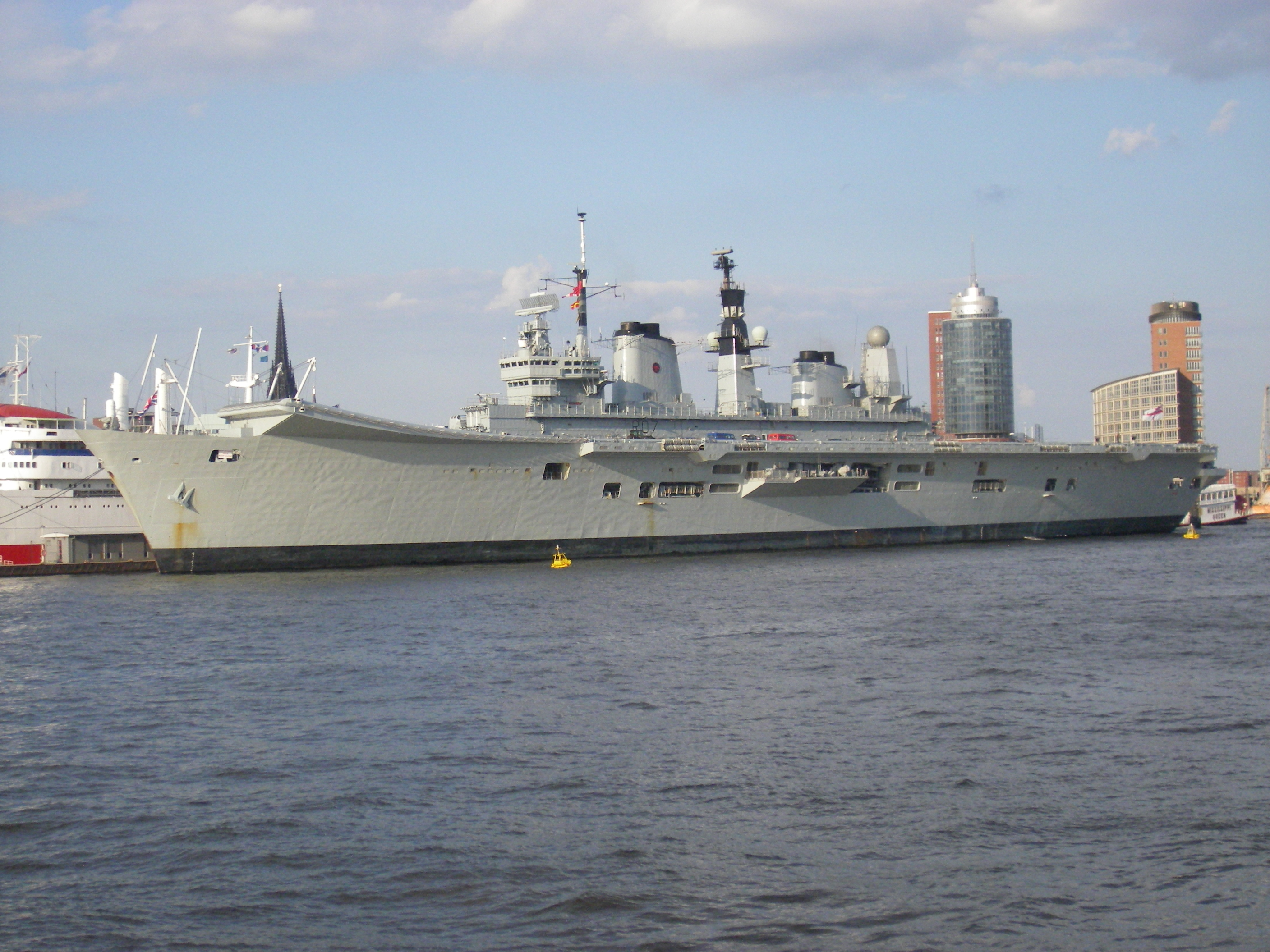
Bývalá vlajková loď britského královského námořnictva HMS Ark Royal

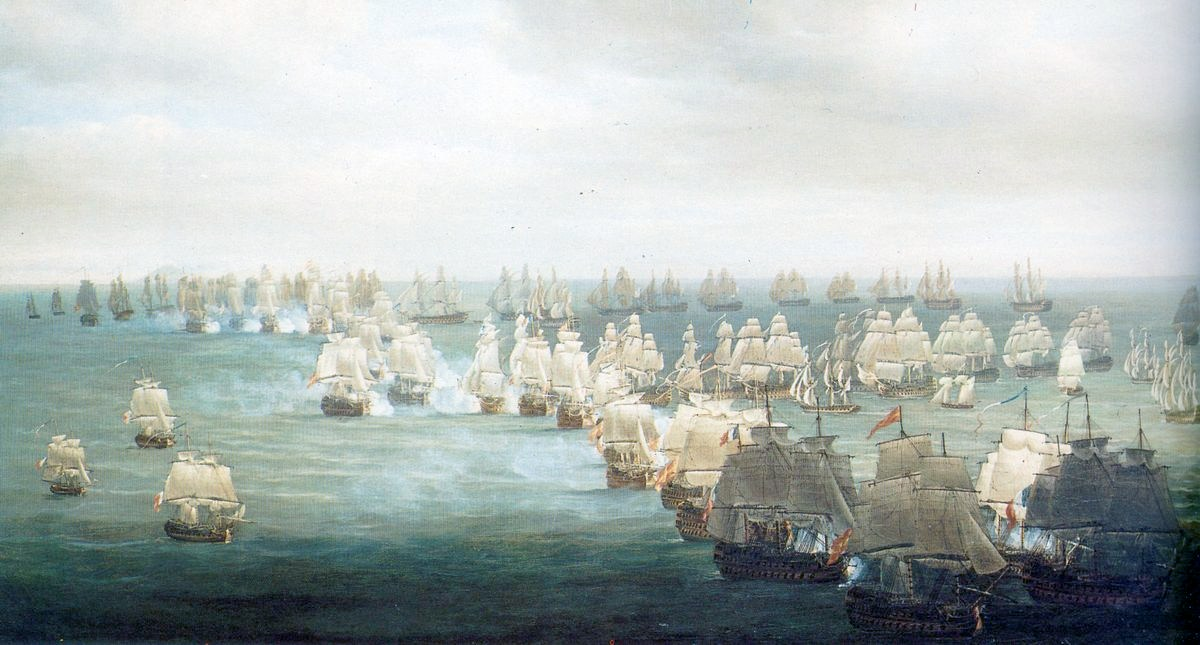
Bitva u Trafalgaru

Britské královské námořnictvo (anglicky: Royal Navy) je válečné loďstvo britských ozbrojených sil. Od první poloviny 18. století až po polovinu 20. století představovalo nejmohutnější námořní sílu na světě. V té době zásadně přispělo k vytvoření rozsáhlého Britského impéria a jeho udržení do poloviny 20. století. Od konce 19. století však Velká Británie postupně ztrácela své postavení hegemona světových moří. Za druhé světové války královské námořnictvo provozovalo téměř 900 válečných lodí. V době studené války bylo součástí sil NATO a jako takové se zaměřilo na hlídkování proti sovětským ponorkám v severním Atlantiku.[zdroj⁠?!] Po rozpadu Sovětského svazu začala reorganizace královského námořnictva, umožňující globální projekci síly a expediční nasazení. Britské královské námořnictvo je také jediným britským prostředkem jaderného odstrašení – vlastní čtyři raketonosné ponorky třídy Vanguard.
V současnosti má okolo 37 500 osob, z toho 6000 vojáků námořní pěchoty. K  prosinci 2014 provozovala 33 velkých hladinových lodí a ponorek (bez HMS Victory), včetně jedné lehké letadlové lodi, šest stealth torpédoborců, dvou velkých výsadkových lodí, třinácti fregat a jedenácti ponorek. V případě války může nasadit i 15 plavidel provozovaných Royal Fleet Auxiliary (RFA). Ta námořnictvu poskytuje civilní logistickou podporu. RFA však rovněž vlastní tři pomocné výsadkové dokové lodě třídy Bay.

## Historie

### 1805–1914

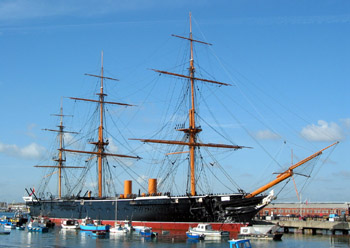
HMS Warrior

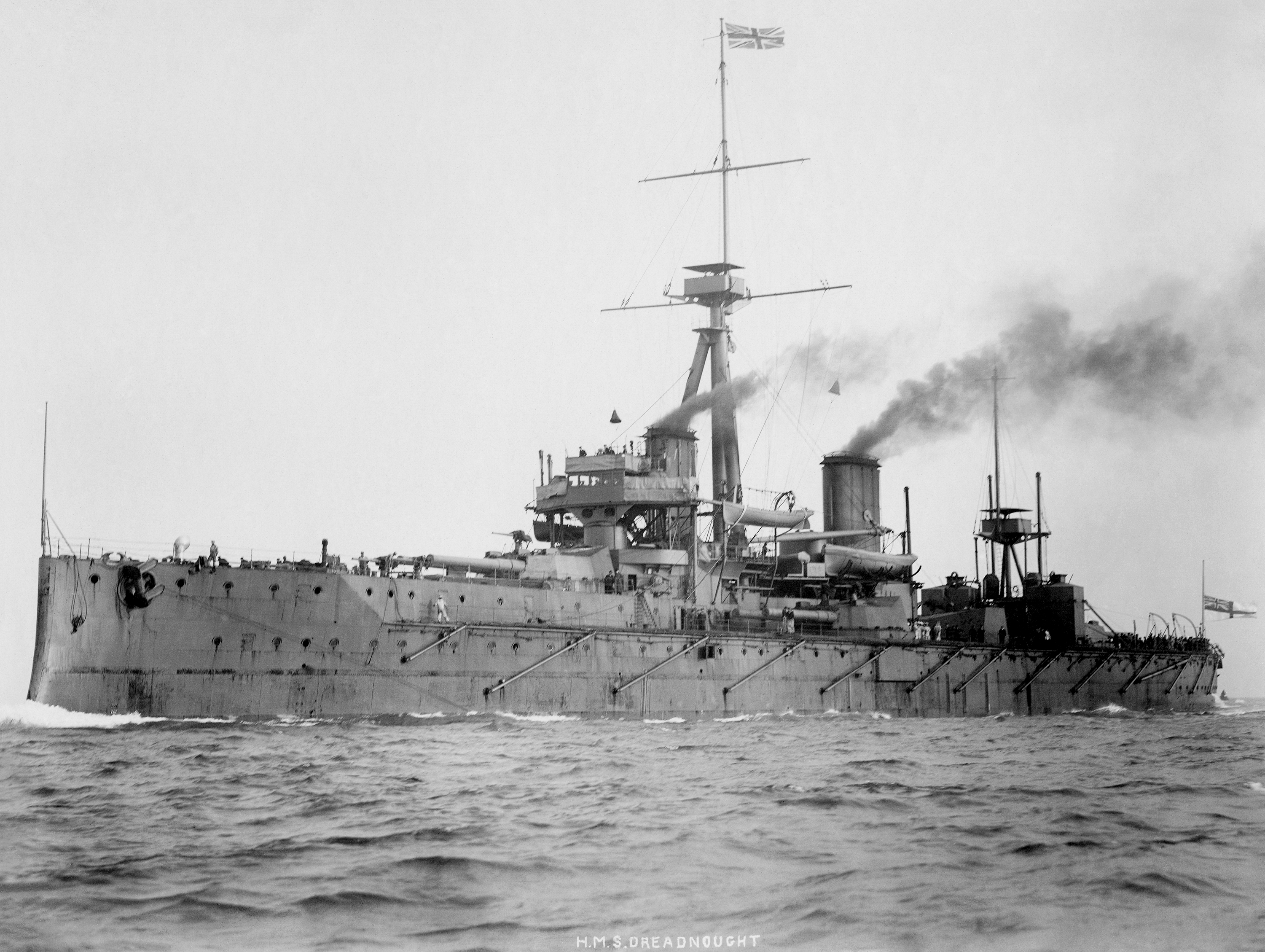
HMS Dreadnought

Vítězství v napoleonských válkách a problémy potenciálních britských soupeřů umožnily Britům získat nadvládu nad mořem. Námořnictvo, které bylo silnější než jakákoliv případná protibritská koalice, bylo důležitým pilířem zahraniční politiky (tzv. splendid isolation – skvělá izolace) a zásadně přispělo k vzestupu Britského impéria. Tehdy platilo pořekadlo, že Britannia rules the waves – Británie vládne vlnám. Námořnictvo tehdy účinně bránilo teritorium a námořní obchod – například v 80. letech 19. století plula více než polovina obchodních lodí pod britskou vlajkou. Nepsané pravidlo, že Británie vlastní více bitevních lodí, než dvě další největší světová loďstva, bylo oficiálně uzákoněno roku 1889 jako tzv. standard dvou velmocí. Britové rovněž přispěli k rozvoji nových technologií a druhů válečných lodí, například první celokovové válečné lodě HMS Warrior.
Přesto královské námořnictvo od konce 19. století svou převahu postupně ztrácelo. Průmyslová výroba dalších zemí rostla a námořnictva Německa, USA a Japonska rychle sílila. Měnící se poměr sil i mezinárodní situace tak přinutily Británii k opuštění izolace a vzniku Trojdohody – spojenectví s Francií a Ruskem (Britové též vytvořili alianci s Japonskem a dobré vztahy měly též s USA. Admirál John Arbuthnot Fisher, který se roku 1904 stal prvním námořním lordem v námořnictvu zavedl řadu reforem, například redislokaci loďstva, soustředění jeho hlavních sil do domácích vod a ostatních lodí do strategických bodů (Dover, Gibraltar, Alexandrie, Kapské Město a Singapur). Fisher rovněž prosadil stavbu nových kategorií válečných lodí. Bitevní loď HMS Dreadnought byla natolik revoluční konstrukcí, že se termín dreadnought stal obecným pojmenováním bitevních lodí. Převratné bylo rovněž zavedení bitevních křižníků, fiaskem byla naopak stavba velkých lehkých křižníků třídy Glorious. Velkým rozvojem přitom procházely též křižníky, torpédoborce a ponorky.

### 1914–1945

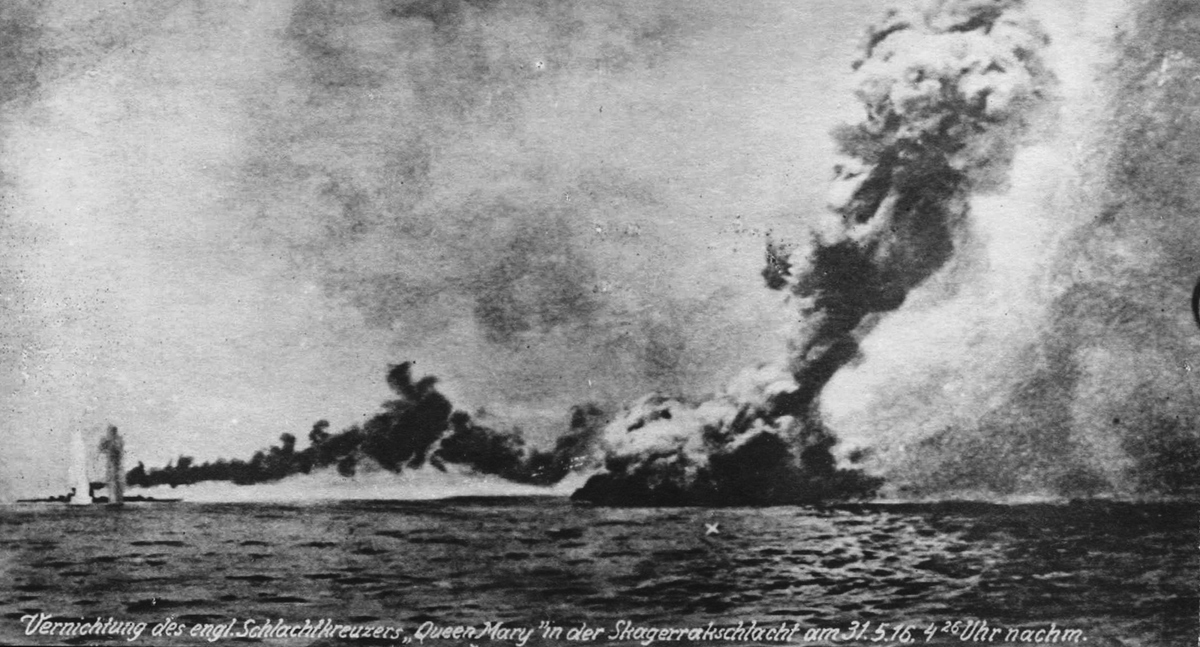
Exploze britského bitevního křižníku HMS Queen Mary v bitvě u Jutska

Na počátku první světové války disponovalo královské námořnictvo 20 bitevními loděmi, 9 bitevními křižníky, 40 predreadnoughty, 34 obrněnými, 73 chráněnými, lehkými a předzvědnými křižníky, 220 torpédoborci, 69 torpédovkami a 77 ponorkami. Většina jeho sil byla soustředěna ve Velkém loďstvu (Grand Fleet). Jeho hlavním úkolem bylo vyvolání generální bitvy s německým Širokomořským loďstvem (Hochseeflotte), což se však nestalo. Německo se střetu vyhýbalo, jelikož strategií bylo nejprve vylákat a zničit část britského loďstva a teprve s jeho zbytkem se střetnout v generální bitvě. I rozsáhlá bitva u Jutska byla víceméně dílem náhody. Druhou polovinu války však síla Velkého loďstva donutila hlavní německé síly zůstat ve svých přístavech a prováděla úspěšnou námořní blokádu Německa, která ho přivedla na pokraj totálního kolapsu. Útoky německých ponorek na britské námořní trasy sice působily obrovské škody, ale Britové bitvu o Atlantik vyhráli. Zřejmě největším neúspěchem námořnictva naopak byla bitva o Dardanely. Pokus o ovládnutí úžiny Dardanely skončil fiaskem a evakuací. Britové navíc ztratili řadu velkých lodí. Sir Winston Churchill po této akci přišel o svou funkci prvního lorda admirality. Velká Británie ve válce celkově ztratila 113 hladinových lodí větších než torpédovka a 53 ponorek (z toho 2 dreadnoughty, 3 bitevní křižníky, 11 predreadnoughtů, 21 křižníků a 65 torpédoborců).
V meziválečné době byla síla královského námořnictva omezena účastí na odzbrojovací Washingtonské konferenci a Londýnské konferenci, které měly zastavit počínající nové závody ve zbrojení. Washingtonská konference potvrdila paritu mezi královským námořnictvem a americkým námořnictvem. Ta přinesla omezení výtlaku a výzbroje hlavních kategorií válečných lodí a desetileté moratorium na stavbu bitevních lodí. Starší bitevní lodě byly sešrotovány a zbytek byl postupně modernizován. Teprve v polovině 30. let začala nová etapa výstavby a modernizace námořnictva. Zahájena byla například stavba několika letadlových lodí, bitevních lodí třídy King George V či křižníků třídy Town. V té době však síly královského námořnictva dosahovaly také námořnictvo Spojených států amerických a Japonské císařské námořnictvo.
V prvních fázích druhé světové války královské námořnictvo provedlo například úspěšnou evakuaci expedičních sil z Dunkerque či neúspěšný pokus o odvrácení německé invaze do Norska. Intenzivní boje probíhaly též ve Středomoří. Například při útoku na Taranto Britové úspěšně provedli první čistě letecký útok na nepřátelské loďstvo v historii. V této době však rovněž utrpěli vážné ztráty, a to včetně letadlových lodí HMS Courageous, HMS Glorious a HMS Ark Royal, bitevních lodí HMS Hood, HMS Repulse, HMS Prince of Wales, HMS Royal Oak a HMS Barham. Královské námořnictvo chránilo britské obchodní trasy a dokázalo, s pomocí svých spojenců, porazit Třetí říši i v druhé bitvě o Atlantik. Provedlo navíc řadu výsadkových operací – u Dieppe, v Severní Africe, na Sicílii, do Itálie či do Normandie. Po vítězství v Evropě bylo na Dálný východ vysláno silné loďstvo, které se podílelo na závěrečných bojích s Japonskem.

### 1945–1989
Rozpad britského impéria a ekonomická vyčerpanost země po skončené válce znamenaly omezení síly královského námořnictva. V jeho pozici globální námořní síly ho přitom nahradilo americké námořnictvo. Po vzniku Severoatlantické aliance se královské námořnictvo stalo její důležitou součástí. Zaměřilo se přitom na ničení sovětských ponorek. V šedesátých letech Britové postavili svou první ponorku s jaderným pohonem, symbolicky pojmenovanou HMS Dreadnought a nedlouho poté též raketonosné ponorky třídy Resolution s jaderným pohonem, nesoucí balistické rakety Polaris s jadernými hlavicemi (britské jaderné zbraně má od roku 1998 pouze námořnictvo). V současnosti třídu Resolution nahradily čtyři ponorky třídy Vanguard nesoucí rakety Trident II. V letadlových lodích dosáhli Britové svého vrcholu v  průběhu 60. let. Během 70. let ale všechny starší lodě vyřadili. Nahradila je trojice značně menších letadlových lodí třídy Invincible, určených především k nesení protiponorkových vrtulníků a útočných letounů Sea Harrier. Technický pokrok se promítl i do konstrukce dalších kategorií lodí, například v roce 1962 byl dokončen první britský raketový torpédoborec HMS Devonshire.
V  éře studené války bylo královské námořnictvo nasazeno například v korejské válce či v suezské krizi. Důležitá pro něj však byla vítězná válka o Falklandy v roce 1982, kterou vybojovalo s Argentinou. Přes to, že Argentinci potopili čtyři lodě Royal Navy (HMS Sheffield, HMS Ardent, HMS Antelope a HMS Coventry), královské námořnictvo ukázalo, že je schopné provést úspěšnou námořní operaci téměř 13 000 kilometrů od svých základen. Útočná ponorka HMS Conqueror navíc ve válce potopila argentinský lehký křižník ARA General Belgrano. Válka prokázala schopnosti a potřebu silného námořnictva v době, kdy mu hrozily velké rozpočtové škrty.

## Současnost

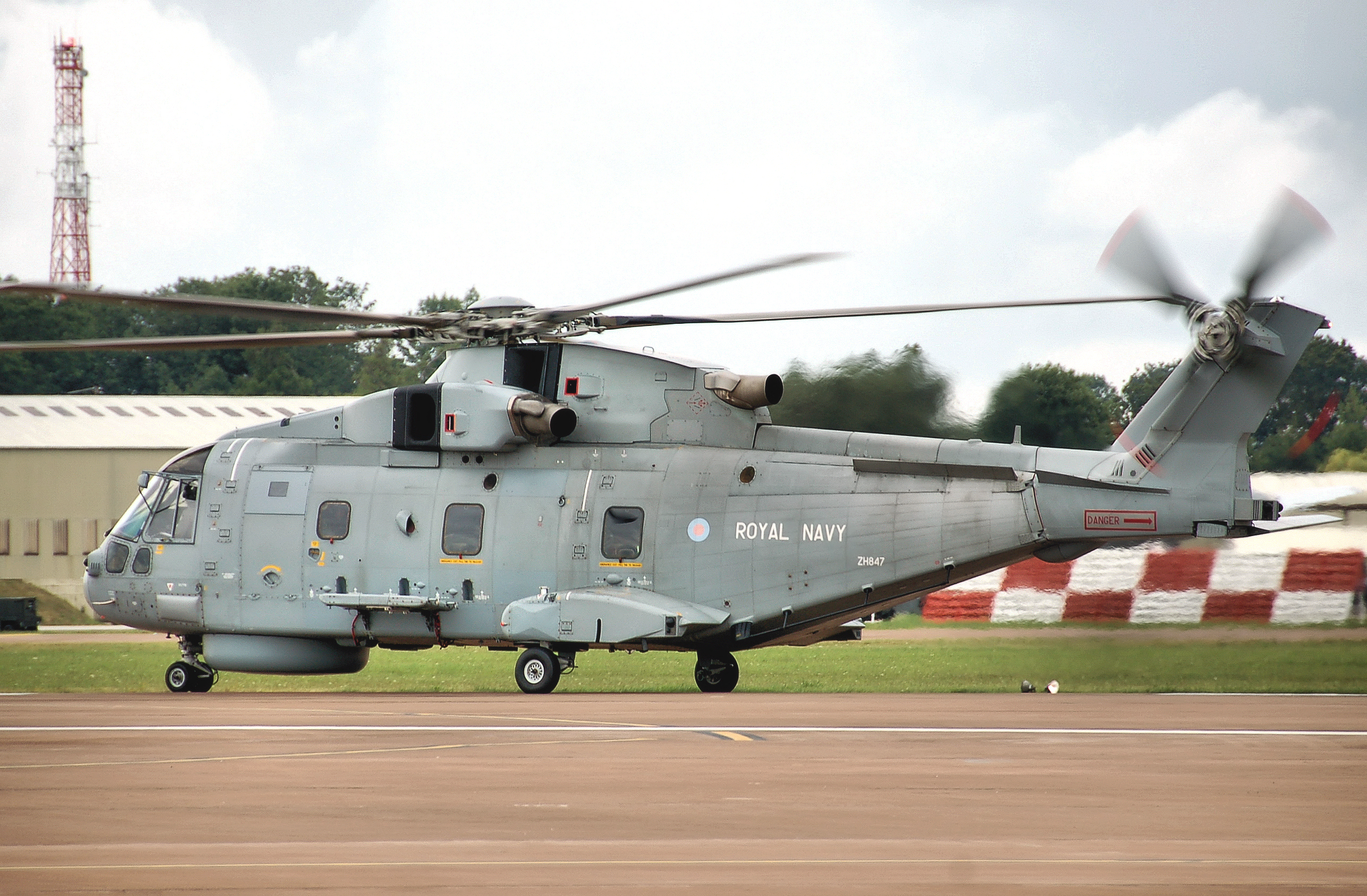
Vrtulník AW101 Merlin

### Personál a nasazení
K červenci 2010 mělo královské námořnictvo 86 válečných lodí a okolo 37 500 osob, z toho 6000 vojáků námořní pěchoty. V 90. letech byla zahájena reorganizace a modernizace královského námořnictva, které přestalo být výhradně protiponorkovou silou a začalo být opět schopné globální projekce síly. Po skončení studené války se královské námořnictvo účastnilo války v Zálivu, kampaní v Kosovu, Afghánistánu, Iráku a Libyi. V posledních letech se též účastní operací proti modernímu pirátství.

### Hladinové lodě
Britské hladinové lodě tvoří dvě floty, mající základny v Portsmouthu a Devonportu. Naopak hlavní základnou ponorek je HMNB Clyde.
Eskortní síly tvoří šest torpédoborců třídy Daring (Type 45), určených pro protivzdušnou obranu, a 11 fregat třídy Norfolk (Type 23), pro protiponorkový boj. Torpédoborce a fregaty jsou nasazovány i jako samostatně operující plavidla. Výsadkové síly tvoří HMS Ocean a dvě lodě třídy Albion. Pro minolovné operace jsou k dispozici třída Sandown a třída Hunt – obě vyrobeny z plastů. Hlídkové a výzkumné lodě tvoří třídy River, Archer a Scimitar, arktická hlídková loď Endurance a výzkumné lodě Scott, Echo, Enterprise a Gleaner.

V roce 2023 měla Royal Navy 
ve službě dvě letadlové lodě HMS Queen Elizabeth (R08) a HMS Prince of Wales (R09).

### Ponorky
Od 90. let 20. století pohánějí všechny britské ponorky jaderné reaktory. Útočné ponorky třídy Trafalgar má nahradit sedm nových ponorek třídy Astute, z toho bylo koncem roku 2023 pět ponorek třídy Astute v aktivní službě. Raketonosné ponorky třídy Vanguard zůstanou ve službě do let 2024-2030, kdy je nahradí 4, nebo 6 ponorek Successor.

### Royal Fleet Auxiliary

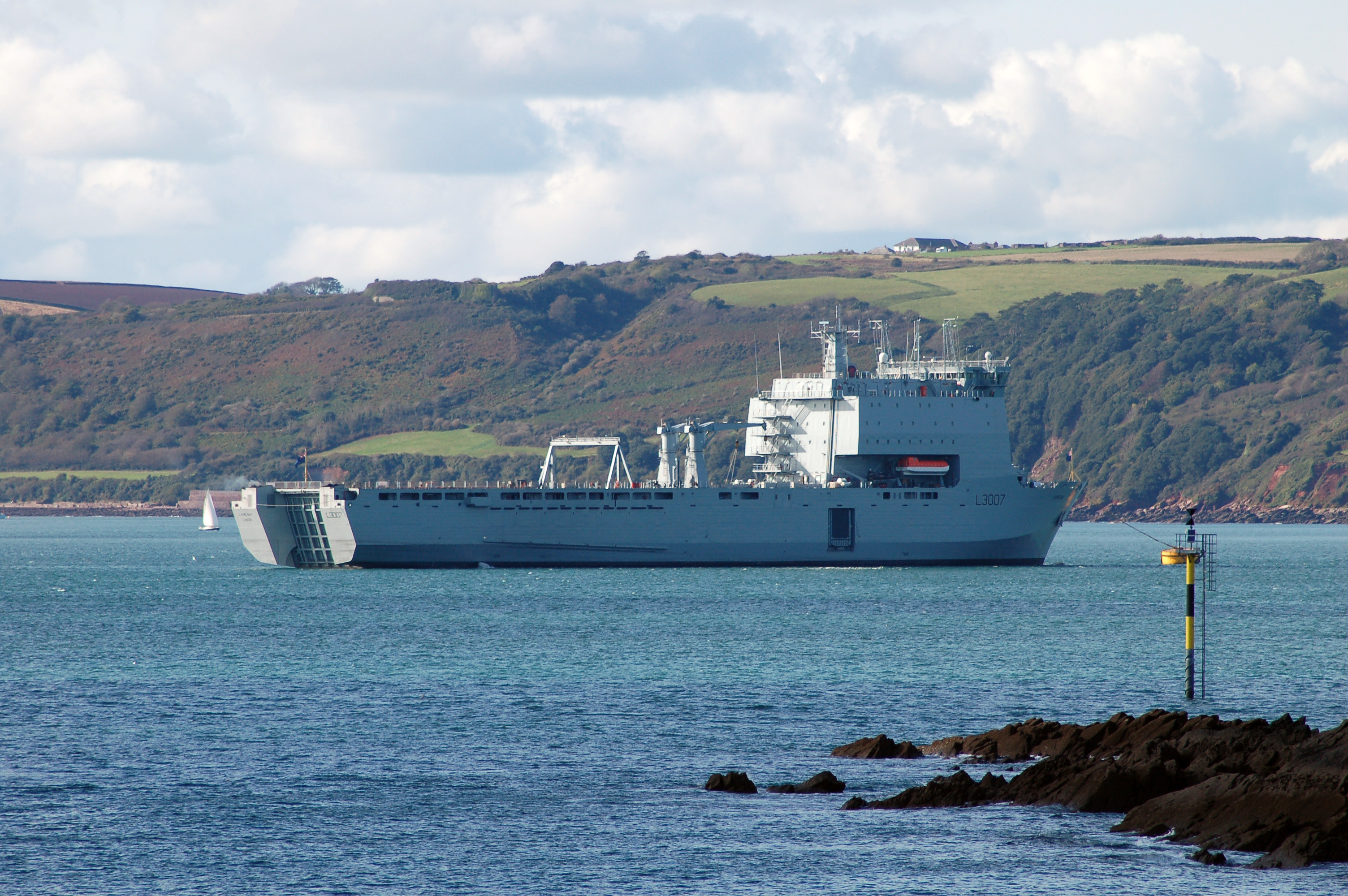
RFA Lyme Bay

Royal Fleet Auxiliary v současnosti tvoří 15 plavidel. Jedná se o dva rychlé tankery třídy Wave, dva malé tankery třídy Rover, dva podpůrné tankery třídy Leaf, čtyři zásobovací lodě třídy Fort Rosalie a Fort Victoria, plavidlo pro letecký výcvik (cvičná letadlová loď) Argus, dílenská loď Diligence a tři pomocné výsadkové dokové lodě třídy Bay. Velký rozruch vzbudil výběr nových tankerů třídy Tide, zde totiž byla dána přednost jihokorejským loděnicím, RFA si za to vysloužila velmi tvrdou kritiku, podle mnoha vyjádření tím pohřbívá britský loďařský průmysl.

## Budoucnost Royal Navy
V budoucnu by mělo síly RN tvořit dvě těžké letadlové lodě třídy Queen Elizabeth, které bude doprovázet 6 torpédoborců Daring, podporovaných fregatami. Samostatně operující síly bude tvořit 13 fregat typu 26 a neznámý počet oceánských korvet, ty budou doplňovat OPV třídy River. Výsadkové síly tvoří třída Albion. Námořní letectvo bude mít k dispozici cca 108 letounů které bude provozovat společně s Royal Air Force v rámci JLF (Joint Lightning Forces).

### Hladinová plavidla
Británie disponuje dvěma letadlovými loďmi třídy Queen Elizabeth kategorie STOVL.
Je plánováno posílit výzbroj torpédoborců Daring o střely rodiny CAMM a zvýšit počet sil ze současných 48 Sylver-50 na 72, nebo 96 Sylver-70 pro protiletecké střely CAMM („quad-pack“ – čtyři v jednom sile), Aster 30, Scalp Naval, ASROC[zdroj⁠?!] a je plánována prodloužená verze Aster 30 s výrazně větším doletem doletem. Není ani vyloučena dostavba dalších jednotek. Například Saúdská Arábie jeví zájem o tři torpédoborce Daring – v tomto případě by byla pravděpodobná dostavba dvou dalších lodí pro RN.
Další silou floty by mělo být třináct samostatně operujících fregat Type 26 GCS ve dvou verzích. Obě verze by měli mít systémy blízké ochrany Phalanx. Batch 1 (8 kusů) by měl mít silnější protiponorkovou výzbroj, měl by nést raketová torpéda ASROC a protizemní střely Scalp Naval ve 32 buňkách Sylver-70, nebo Mk.41 (v momentální době jsou upřednostňovány Sylver-70[zdroj⁠?!]), dále by pak měl mít min. 48 buněk pro střely CAMM, avšak mluví se o posílení až na 72. Batch 2 (5 kusů) by měl být zaměřen především na nebojové mise, ve 24 buňkách Sylver-70 ponese střely Scalp Naval, dále bude mít 48 střel CAMM a více člunů RHIB. V Británii začíná projekt fregat Type 27,[zdroj⁠?!] který by měl být určen pro protiponorkovou ochranu floty. Plánováno je osm kusů.[zdroj⁠?!]
Podle vyjádření prvního lorda admirality bude HMS Ocean dovybaven skokanským můstkem pro letouny F-35B. Dále je plánován nákup dalších výsadkových plavidel, avšak zatím se jedná o spekulace velení RN.[zdroj⁠?!]
Británie také plánuje nahradit dnešní hlídkové lodě. Je plánována stavba oceánských korvet[zdroj⁠?!] a i když jsou plány zatím jen v začátcích, odhaduje se, že ponesou protilodní a protizemní střely Perseus a PLŘS CAMM. Dále se mluví o klasických OPV k doplnění třídy River.
Do konce roku 2018 plánuje Británie vyřadit bez náhrady protilodní střely GWS 60/Harpoon Block 1C, čímž Royal Navy přijde o své jediné těžké protilodní střely a s vyřazením vrtulníkových protilodních střel Sea Skua (plánováno na březen 2017 – náhrada v podobě Sea Venom by měla přijít nejdříve v roce 2020) zůstanou hladinovým plavidlům pouze jejich 114mm kanóny Mark 8 s výrazně menším dosahem (max. 27,5 km u granátu s dnovým generátorem plynů vs. 130 km dosah Harpoonu).

### Ponorky
Británie hodlá vlastnit celkem sedm útočných ponorek třídy Astute, z toho dvě jsou již ve službě. Dále britská vláda schválila stavbu čtyř jaderných ponorek třídy Dreadnought (Successor submarine programme). V britském námořnictvu také sílí hlas po lehké jaderné ponorce, která by doplnila Astute.[zdroj⁠?!]

### Námořní letectvo
Námořní letectvo bude dál tvořit s RAF takzvané JLF (Joint Lightning Forces), které budou formovány podle vzoru původních JFH (Joint Force Harrier). Tyto síly spočívají v tom, že námořní letectvo má trvale k dispozici určitý počet strojů a když potřebuje víc (ku příkladu pro mise za udržení bezletových zón), požádá RAF, která běžně používá tyto námořní letouny jako pozemní a ta je námořnímu letectvu i s piloty „půjčí“.[zdroj⁠?!]
Námořní letectvo hodlá používat letouny F-35B pro třídu Queen Elizabeth a Ocean.

## Složení

### Letadlové lodě

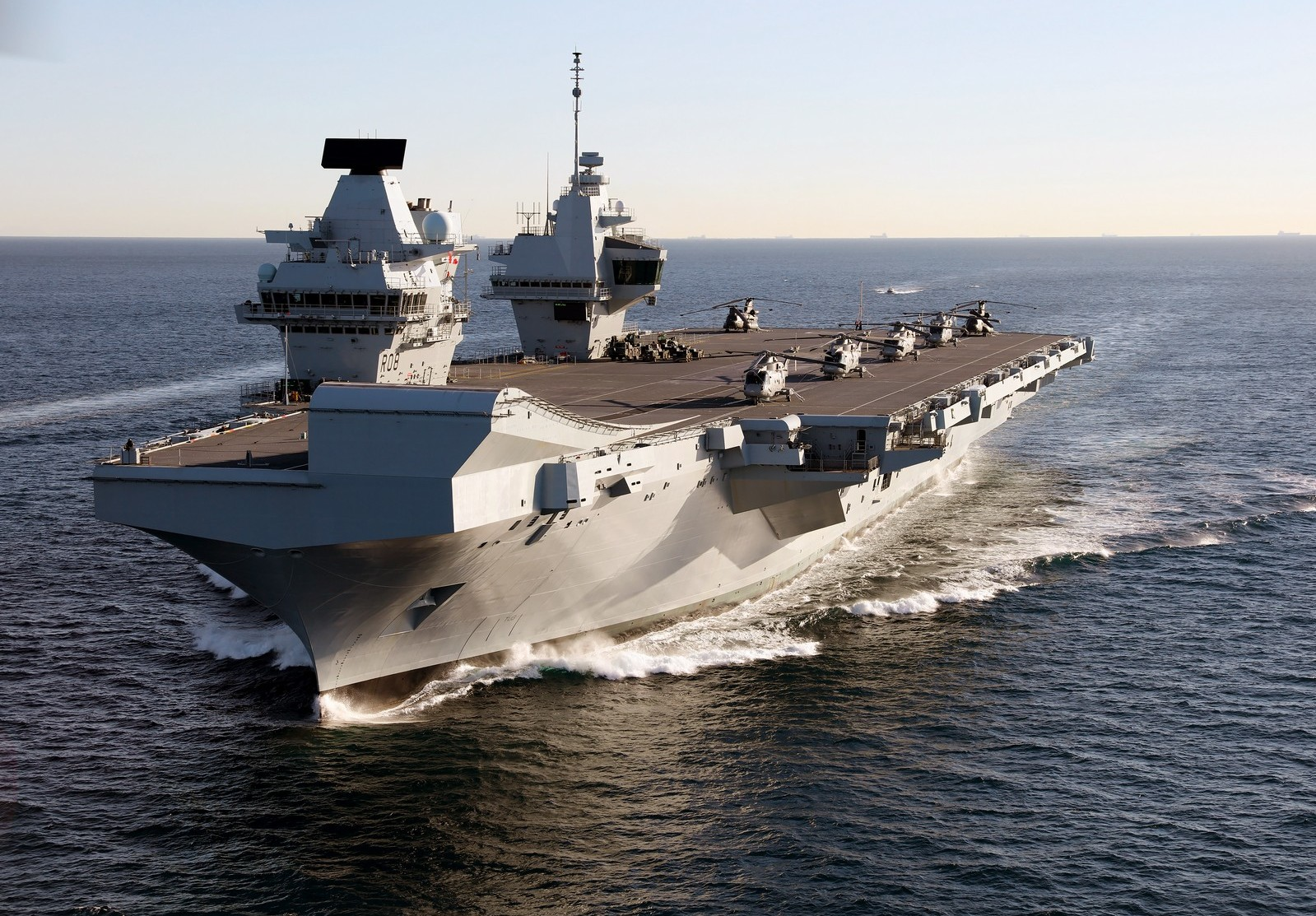
HMS Queen Elisabeth

- Třída Queen Elizabeth (CVF) – těžká letadlová loď s letouny STOVL
  - HMS Queen Elizabeth (R08)
  - HMS Prince of Wales (R09) – od 1. prosince 2024 vlajková loď námořnictva

### Torpédoborce

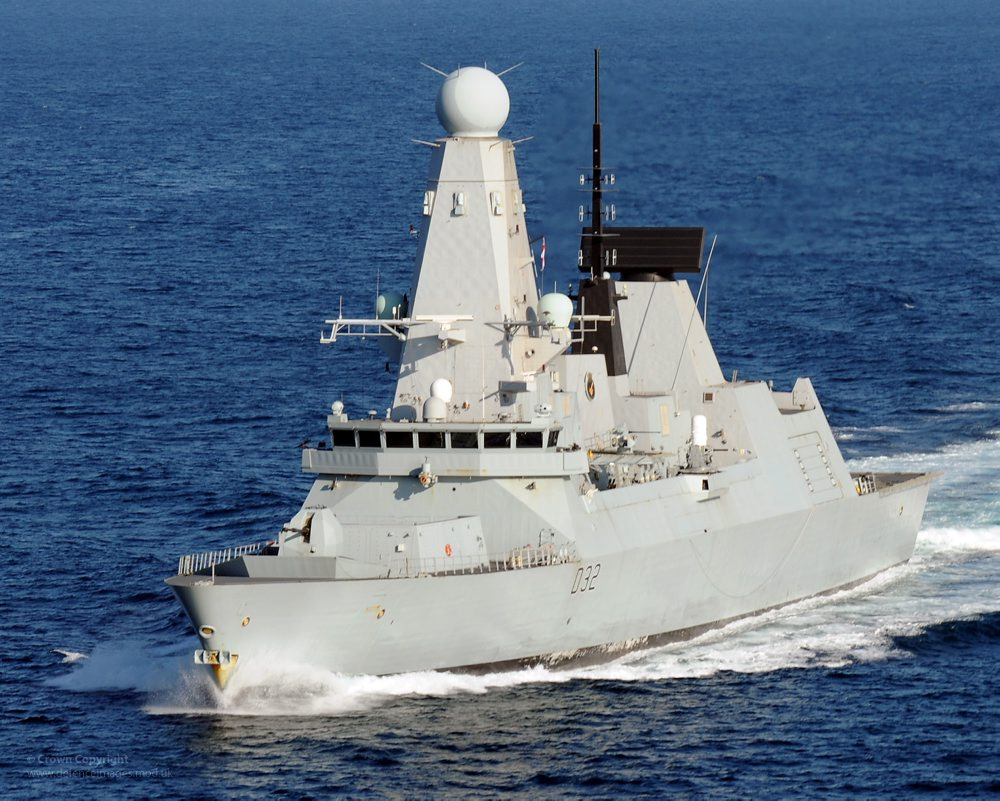
Torpédoborec typu 45 HMS Daring

- Typ 45 Daring – protiletadlové stealth torpédoborce
  - Daring
  - Dauntless
  - Diamond
  - Dragon
  - Defender
  - Duncan

### Fregaty

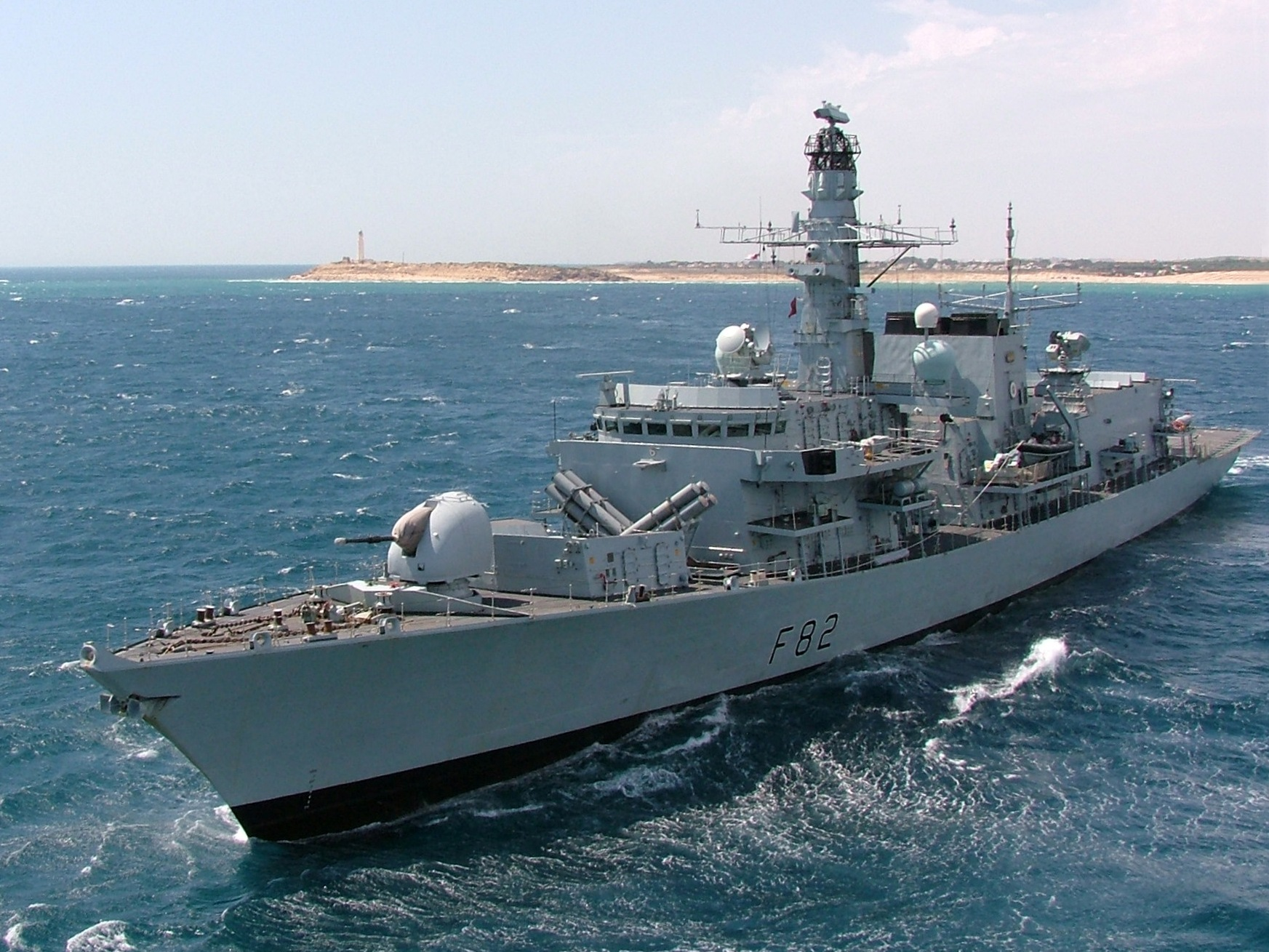
Fregata typu 23 HMS Somerset

- Typ 23 Norfolk – protiponorkové fregaty
  - Lancaster
  - Iron Duke
  - Northumberland – plánováno vyřazení
  - Richmond
  - Somerset
  - Sutherland
  - Kent
  - Portland
  - St Albans

### Výsadkové lodě

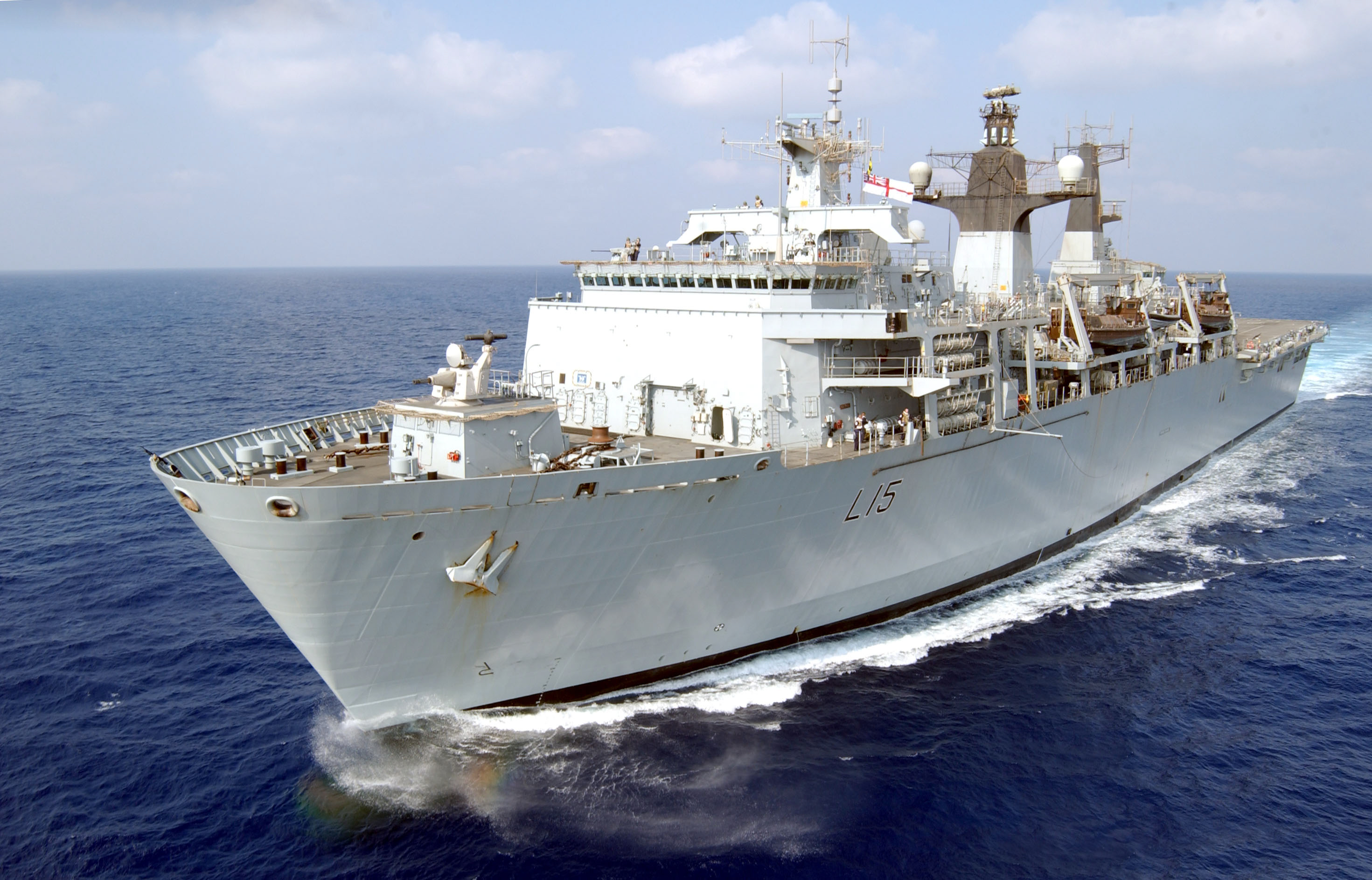
Výsadková loď HMS Bulwark

- Třída Albion – Amphibious Transport Dock – vyřazení plánováno na rok 2024
  - Albion
  - Bulwark

### Hlídkové lodě
- Třída River (8 ks)
- Třída Archer (16 ks)
- Třída Cutlass (2 ks)

### Minolovky
- HMS Stirling Castle (M01) (ex Island Crown) – přestavěné civilní plavidlo na podpůrnou loď pro minolovné operace
- Třída Hunt (6 ks)
- Třída Sandown (1 ks)

### Ponorky

#### Raketonosné ponorky

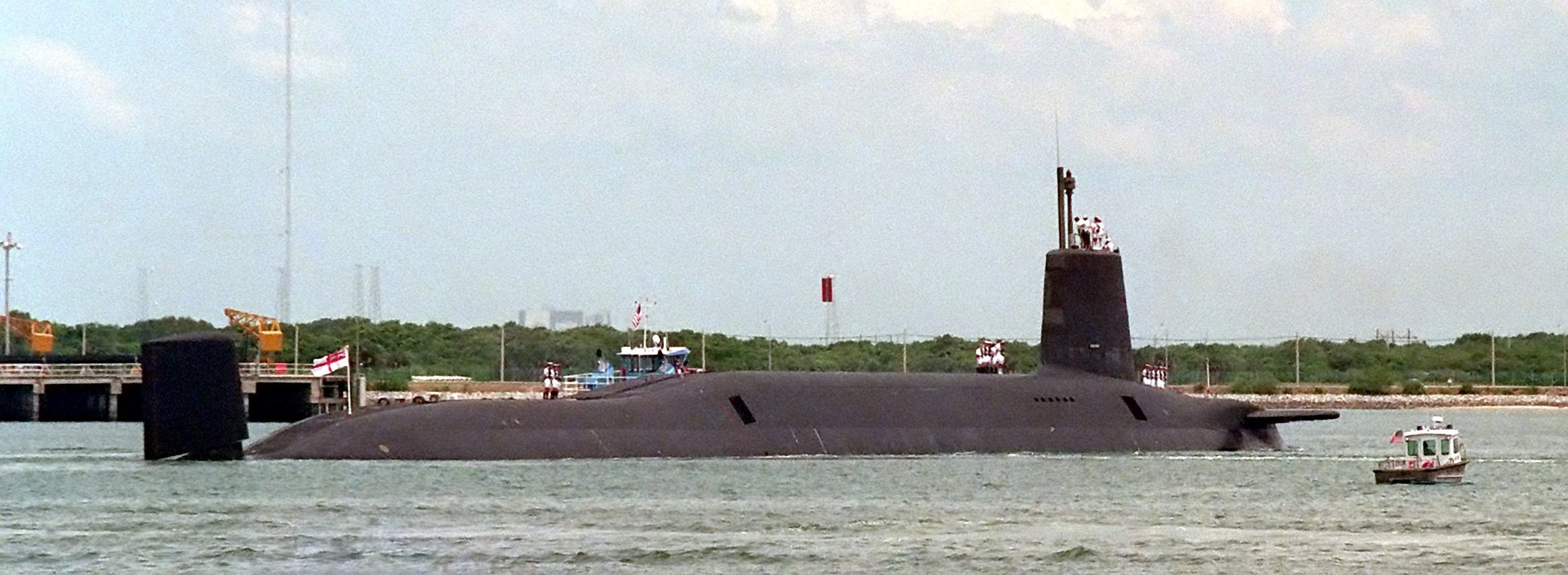
Raketonosná ponorka Vanguard

- Třída Vanguard – raketonosné ponorky s jaderným pohonem
  - Vanguard
  - Victorious
  - Vigilant
  - Vengeance

#### Útočné ponorky

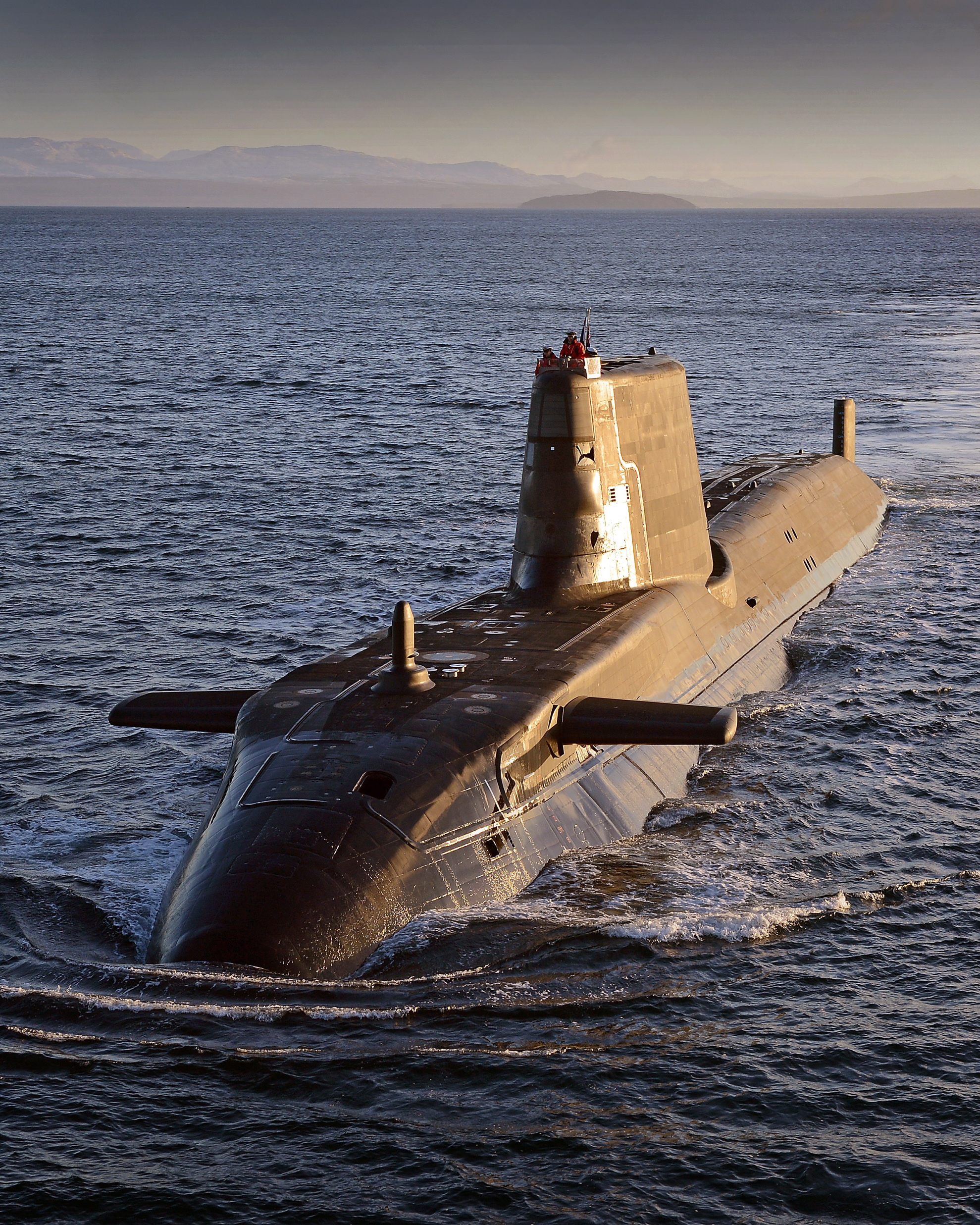
Útočná ponorka Ambush

- Třída Astute – útočná ponorka s jaderným pohonem a střelami Tomahawk
  - Astute
  - Ambush
  - Artful
  - Audacious
  - Anson

#### Ostatní
- XV Patrick Blackett – experimentální plavidlo pro testování pokročilých technologií[20]

## Plánované akvizice
- Typ 26 Global Combat Ship – víceúčelové fregaty (8 ks)
- Typ 31 General Purpose Frigate – víceúčelové fregaty (5 ks)
- Typ 32 – víceúčelové fregaty (5 ks) odvozené od Typu 31. Jejich zařazování do služby by mělo začít na počátku 30. let.[21]
- Třída Dreadnought (4 ks) – raketonosné ponorky
- Třída Astute (2 ks) – útočné ponorky

## HMSVictory
Součástí britského válečného námořnictva je dnes také legendární HMS Victory, řadová loď I. třídy. Jedná se o nejstarší válečnou loď vedenou v činné službě. Prvně byla spuštěna na vodu v roce 1759 a zavedena do služby roku 1778. Účastnila se tzv. sedmileté války a mnoha námořních operací během napoleonských válek včetně slavné bitvy u Trafalgaru, kde byla vlajkovou lodí admirála Nelsona.
Po vyřazení sloužila téměř 100 let jako plovoucí skladiště. Ve 20. letech 20. století bylo rozhodnuto o jejím restaurování. Poté byla opět zařazena do seznamu aktivních lodí královského námořnictva. V současnosti je vlajkovou lodí Druhého lorda admirality a námořním muzeem. Již v době zahájení restauračních prací patřila mezi nejstarší existující lodě, měla za sebou od prvního spuštění na vodu již 157 let.